# Нассо-стрит (Манхэттен)
На́ссо-стрит (англ. Nassau Street) — улица в Нижнем Манхэттене.
Нассо-стрит проходит через Финансовый округ. На юге улица берёт начало от пересечения улиц Брод-стрит и Уолл-стрит, ограничиваясь на севере улицей Спрус-стрит.
Изначально улица именовалась Кип-стрит (англ. Kip Street). Своё нынешнее название она получила до 1696 года в честь голландского принца Виллема ван Оранье-Нассау, ставшего в 1689 году королём Англии, Шотландии и Ирландии. С 1860-х по 1970-е годы Нассо-стрит была ядром так называемого «Марочного квартала» (англ. Stamp District): на улице располагалось множество производств почтовых марок. Также на улице в разное время находилось множество газетных издательств. Среди них были New York Tribune, The New York Times (здание 113, ныне снесено) и New York Herald.
Часть улицы к северу от Уолл-стрит закрыта для автомобильного движения. Ближайшими к Нассо-стрит станциями метро являются Брод-стрит (J) и Фултон-стрит (A, C, J).
- Беннетт-билдинг — самое высокое в мире здание с полностью чугунным фасадом